# Tekopp

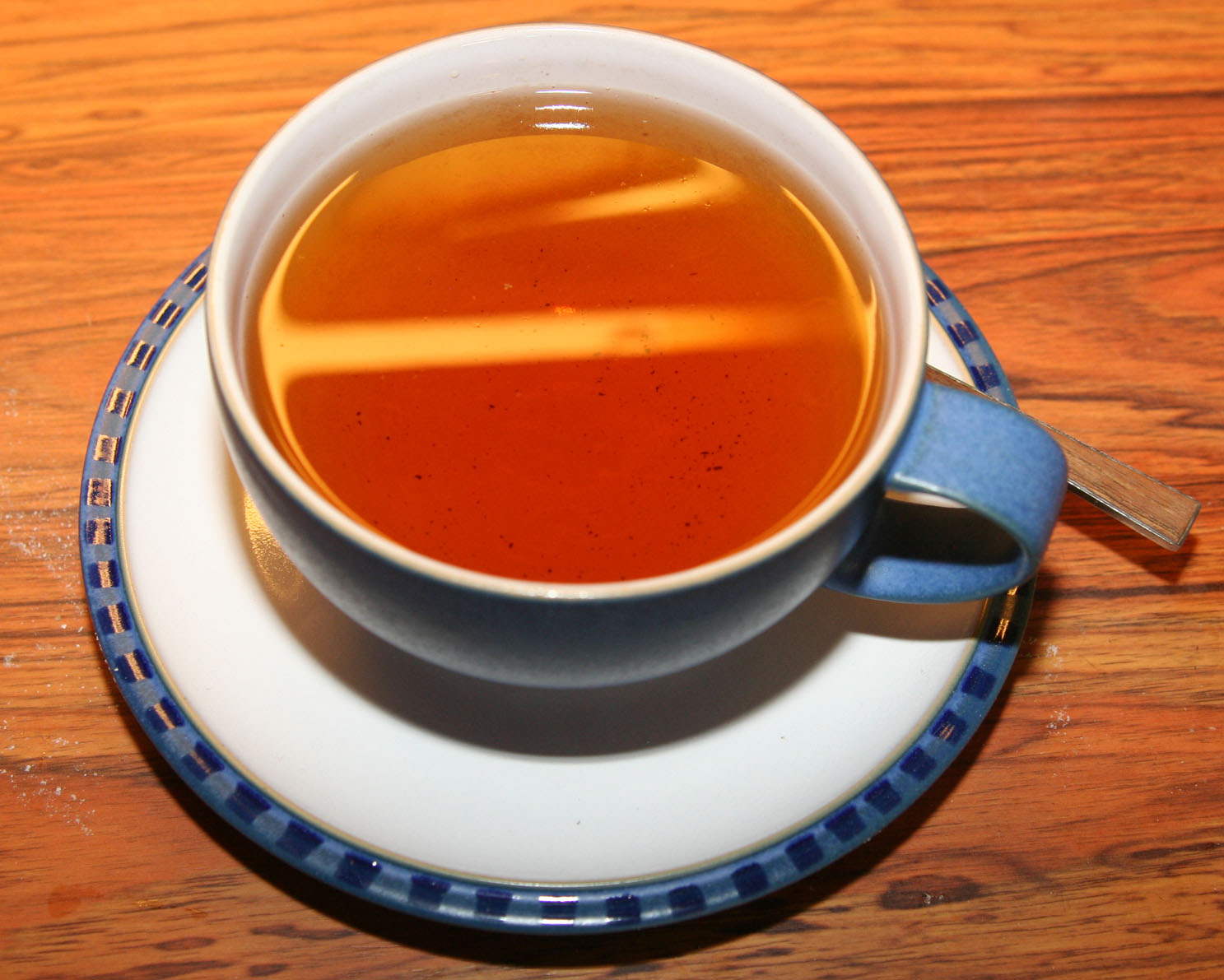
Tekopp på tefat

En tekopp är en kopp avsedd för te. Dessa är i regel större än kaffekoppar.
Tekoppar är vanligen gjorda av keramiskt material och hör samman med ett tefat.
Ursprungligen importerades tekoppar från Kina. Dessa var små skålar utan handtag. Tekoppar med handtag är en europeisk uppfinning från 1707.